# Bruno Ferraro
Bruno Ferraro White (Lima, 3 de junio de 1952) es un destacado baloncestista peruano. Hijo de Gino Ferraro Donada y Daisy White Falcone.

## Biografía
Jugó basketball con 1,90 m de altura, a los 12 años, en el puesto de Alero, para luego dedicarse a la empresa privada.
Bruno Ferraro estudió en los colegios Inmaculado Corazón y Colegio Santa María Marianistas hasta 1968, terminó sus estudios de administración de empresas en la Universidad de Lima en 1974, estudió seguros en la Escuela de Seguros de Lima en 1977, en el College of Insurance de New York 1978, en Richards Hogg International Adjusters en Londres 1981 y 1984, en la Munchener Ruck en Caracas, Venezuela en 1989.
Trabajó en seguros, en Panamericana de Seguros (1974 - 1984) como gerente marítimo, en Reheder Asociados entre 1984 y 1986, en Vitalicia Seguros entre 1987 y 1989 como gerente de operaciones, luego en su Agencia Marítima Sosa hasta 1991 y luego abrió su propio broker de seguros, Operaciones y Seguros "Oyssa" hasta la fecha; tiene más de 50 años de experiencia en seguros.

## Clubes
- Social Lince
- Defensor Lima
- Alianza Lima

## Palmarés

### En laSelección de Básquetbol del Perú
En cuatro torneos sudamericanos realizados en Montevideo Uruguay 1971 y 1981, Bogotá Colombia (1973 y Medellín Colombia 1976) y Valdivia Chile 1977.
En los Juegos Bolivarianos de Panamá (1973).
En el festival mundial de básquet de lima en 1973 donde se jugó con los equipos olímpicos de Rusia Usa Cuba y Yugoeslavia; perdiendo por un solo punto contara Usa, por 22 con Rusia 18 con cuba y 28 con yugoeslavia.
Es campeón mundial en categoría maxibasketball medalla de oro en el 2.º campeonato mundial de la categoría + 40 años; realizado en Las Vegas en 1993, también participó en los campeonatos mundiales de Costa Rica (1995), Finlandia (1997), Uruguay (1999), Eslovenia (2001), Orlando (2003) y Nueva Zelanda (2005) y en el panamericano de lima 2014.
Jugó junto con los hermanos Duarte (Raúl, Ricardo y Juan Carlos.Carlos "Chino" Vásquez, Eduardo Airaldi, Walter Fleming, Alfredo Reyes Chemo, Eduardo Guzmán Tripa, Juan Manuel de Cárdenas, Simón Paredes, Tomás Sangio, Javier Dasso, entre otros. Su entrenador fue el cardenal Juan Luis Cipriani Thorne, también lo fueron Julio Lozano, Forest Anderson, Ary Vidal, jim sims, tuddy sobrinho, entre otros.